# Marcel Loosveld
Marcel Loosveld (Maastricht, 4 gennaio 1963) è un allenatore di calcio a 5 ed ex giocatore di calcio a 5 olandese.

## Carriera

### Giocatore
Loosveld ha giocato per lungo tempo in Belgio, nel ZVK Ford Genk e nell'Isola Hoeselt, per poi tornare in patria nel Bunga Melati con cui ha concluso la carriera nel 2000. Come massimo riconoscimento in carriera vanta la partecipazione, con la Nazionale di calcio a 5 dei Paesi Bassi, al FIFA Futsal World Championship 1989 dove gli orange ha conquistato il secondo posto alle spalle del Brasile, tuttora il miglior risultato dei Paesi Bassi al mondiale.

### Allenatore
Dopo aver appeso gli scarpini al chiodo, Loosveld ha allenato lo stesso Bunga Melati; ha poi assunto la guida nel 2004 della Nazionale Under-21 di calcio a 5 dei Paesi Bassi che ha portato sino alla fase finale dello Campionato europeo di calcio a 5 Under-21 2008. Nel luglio del 2009 è stato nominato commissario tecnico della nazionale maggiore, che ha allenato fino al giugno del 2016. Nel febbraio del 2017 succede a Paul Schomann sulla panchina della Germania.